# Culto a los Egúngún

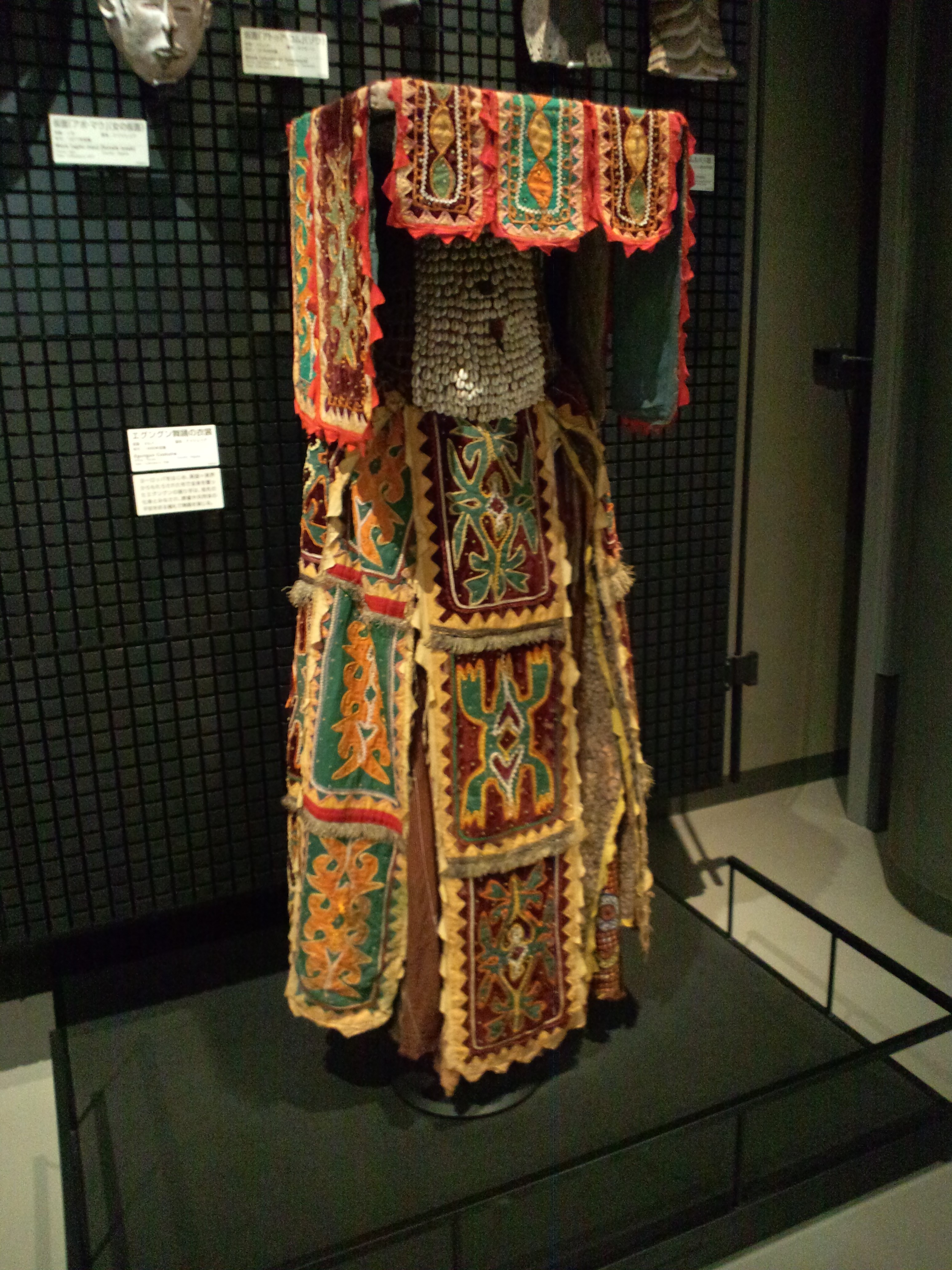
National Museum of Ethnology, Osaka - ropa de Egúngún - pueblo Yorùbá de Nigeria - recolectado en 1996.

El Culto a los Egúngún, es el culto a los ancestros masculinos, una vez que el culto a los ancestros femeninos se denomina Gelede en la Religión yoruba y otras Religiones tradicionales africanas.

## África
Según la tradición, el culto a los Egúngún es originário de la región de Oyò, en África. Es un culto exclusivo de hombres, siendo Alápini el cargo más elevado dentro del culto, teniendo, como auxiliares, los Ojés. Todo integrante del culto de Egúngún es llamado de Mariwó. Changó (Sòngó, Xangô) es el fundador del culto a los Egúngún: solamente él tiene el poder de controlarlos, como dice un tramo de un Itan: